# Theo Kleine
Theodor „Theo“ Kleine (* 4. September 1924 in Lünen; † 12. Februar 2014 ebenda) war ein deutscher Kanute. Er nahm 1956 an den Olympischen Spielen teil und gewann eine Silbermedaille.

## Karriere
Während des Zweiten Weltkriegs gewann Kleine seinen ersten Titel bei den Deutschen Jugendmeisterschaften. Seinen ersten Titel bei den Deutschen Meisterschaften in der Erwachsenenklasse erkämpfte er 1947. Insgesamt gewann er bis 1951 sieben Meistertitel zusammen mit dem Kanuten Knepper. 1954 gewann er zusammen mit dem Mannheimer Ernst Steinhauer bei der Weltmeisterschaft in Macon Bronze auf der 10.000-Meter-Strecke. Theo Kleine startete bis 1954 für den Kanu- und Skiclub Lünen und wechselte 1955 zusammen mit Georg Lietz zu Bertasee Duisburg. In Duisburg hatten die beiden Kanuten in Michel Scheuer und Gustav Schmidt zwei starke Partner, mit denen zusammen sie in den nächsten Jahren zahlreiche Meistertitel im Vierer-Kajak gewinnen sollten. Bei den Olympischen Spielen 1956 in Melbourne trat Kleine allerdings zusammen mit dem Düsseldorfer Fritz Briel im Zweier-Kajak auf der 10.000-Meter-Strecke an, die beiden erkämpften sich die Silbermedaille hinter den Ungarn János Urányi und László Fábián. 1957 und 1959 gewann Kleine jeweils Europameisterschaftsgold mit dem Vierer-Kajak über 10.000 Meter und Silber über 1000 Meter. Noch erfolgreicher war der Vierer-Kajak bei der Weltmeisterschaft 1958 in Prag. Sowohl über 1000 Meter als auch über 10.000 Meter gewannen Scheuer, Lietz, Schmidt und Kleine den Weltmeistertitel.
Für den Gewinn der Silbermedaille 1956 wurde er gemeinsam mit Fritz Briel am 21. Januar 1957 mit dem Silbernen Lorbeerblatt ausgezeichnet.
Theo Kleine beendete seine sportliche Karriere 1960, bis zu seiner Pensionierung war er als Sportlehrer tätig.

## Deutsche Meistertitel
- Zweier-Kajak 500 Meter: 1955, 1956
- Zweier-Kajak 1000 Meter: 1948, 1950
- Zweier-Kajak 10.000 Meter: 1947, 1948, 1949, 1950, 1951, 1957
- Vierer-Kajak 1000 Meter: 1955, 1956, 1957, 1958, 1959
- Vierer-Kajak 10.000 Meter: 1955, 1959
- 4-mal-500-Meter-Staffel: 1955, 1956, 1957, 1958, 1959
- Mannschaftsmeister Einer-Kajak: 1956